# Molecular and Cellular Biology
Молекулярная и клеточная биология (англ. Molecular and Cellular Biology) — рецензируемый научный журнал покрывающий все аспекты молекулярной и клеточной биологии. Выходит раз в две недели. Публикуется American Society for Microbiology. Главный редактор Питер Тонтоноз (Калифорнийский университет в Лос-Анджелесе). Журнал был основан в 1981. Индекс Хирша (1981-2021) равен 338.

## Реферирование и индексирование
Журнал реферируется и индексируется в :
- AGRICOLA[англ.]
- BIOSIS Previews[англ.][2]
- Current Contents/Life Sciences[2]
- Embase[англ.][3]
- Index Medicus[англ.]/MEDLINE/PubMed[4]
- Science Citation Index[2]
- Scopus[5]

Согласно Journal Citation Reports, журнал "Молекулярная и клеточная биология" в 2021 году имел импакт-фактор 5.069.